# Liste der Naturdenkmale in Attendorn
Die Liste der Naturdenkmale in Attendorn enthält Naturdenkmale in Attendorn im Kreis Olpe in Nordrhein-Westfalen.

## Naturdenkmale
| Bild | Bezeichnung             | Ortsteil         | Lage | Bemerkung | Unter Schutz gestellt seit | Kennung    |
| ---- | ----------------------- | ---------------- | --- | --- | -------------------------- | ---------- |
|      | Rosskastanie            | Attendorn-Stadt  | Flur 13 Flurstück 656 (51° 7′ 37,4″ N, 7° 54′ 0,5″ O)                                                   | Die Rosskastanie befindet sich auf dem Gelände des Rivius-Gymnasiums, Westwall 48. |                            | A 1        |
|      | Linde                   | Attendorn-Stadt  | Flur 14 Flurstück 817 (51° 7′ 38,9″ N, 7° 54′ 5,1″ O)                                                   | Die Linde steht nördlich neben dem Bieketurm. |                            | A 2        |
|      | Linde                   | Attendorn-Stadt  | Flur 34 Flurstück 476 (51° 8′ 44,6″ N, 7° 54′ 30,4″ O)                                                  | Die Linde steht im nordwestlichen Bereich des Grundstücks Holzweger Straße 11. |                            | A 3        |
|      | Stieleiche              | Helden           | Flur 8 Flurstück 311 (51° 7′ 57,3″ N, 7° 59′ 3,6″ O)                                                    | Die Stieleiche steht nördlich des Kreisverkehres (Heggener Straße/Repetalstraße) südlich der Straße Im Weingarten. |                            | A 4        |
|      | Winterlinde             | Helden           | Flur 9 Flurstück 49 (51° 8′ 12,7″ N, 7° 58′ 27,3″ O)                                                    | Die Winterlinde befindet südlich des Gebäudes Auf d. Rhöte 4, östlich des Gebäudes Auf d. Rhöte 2. |                            | A 5        |
|      | Winterlinde             | Helden           | Flur 13 Flurstück 7 (51° 7′ 9,9″ N, 7° 58′ 20″ O)                                                       | Die Winterlinde befindet sich auf dem Grundstück Eschenweg 5 am Straßenrand. |                            | A 6        |
|      | Winterlinde             | Windhausen       | Flur 1 Flurstück 50 (51° 9′ 37″ N, 7° 49′ 39,3″ O)                                                      | Die Winterlinde steht auf dem Straßengrundstück nordnordöstlich des Grundstücks Hebberg 18. |                            | A 7        |
|      | Gemeine Hainbuche       | Ewig             | Flur 4 Flurstück 488 ()                                                                                 | |                            | A 8        |
|      | Drackenstein-Felsen     | Attendorn-Helden | Flur 16 Flurstück 79 (51° 6′ 55″ N, 7° 58′ 9,8″ O) Flur 16 Flurstück 82 (51° 6′ 50,4″ N, 7° 58′ 7,8″ O) | Die 2 maximal 8 Meter hohen Kalkfelsen, die sich aus dem rechten, bewaldeten Talhang des oberen Repetals erheben, sind von spezifischen Kleinfarnen (unter anderem dem Mauer-Streifenfarn und dem Braunstieligen Streifenfarn) bewachsen. Einzelne Winterlinden und Bergulmen, die seltene autochthone Edellaubhölzer sind, wachsen am Hangfuß des südlichen Felsens. Die Felsen sind geowissenschaftlich wertvolle Objekte und geogene Sonderbiotope. |                            | LP 3 2.2.3 |
|      | Ah-Schulter-Felsen      | Attendorn-Helden | Flur 1 Flurstück 38 (51° 8′ 45,9″ N, 7° 58′ 7,5″ O)                                                     | Die 4 bis 8 Meter hohen Felsen, die östlich des Biggetals in der Randzone der Massenkalregion liegen, sind umgeben von einem Waldmeister-Buchenwald und ragen aus ihm heraus. Übererdete Verwitterungshalden befinden sich am unteren Bereich der Felsen. Echter Seidelbast, Alpen-Johannisbeere und Mauer-Streifenfarn wachsen auf und im Nahbereich der Felsen. Der Fels-Wald-Biotopkomplex grenzt östlich fast an den südlichen Bereich des Naturschutzgebietes Hohe Ley. Die Felsen sind geowissenschaftlich wertvolle Objekte und geogene Sonderbiotope. |                            | LP 3 2.2.4 |
|      | Solitär-Linde           | Attendorn-Helden | Flur 32 Flurstück 19 (51° 5′ 41″ N, 7° 55′ 32,1″ O)                                                     | Die am südwestlichen Ortsrand am Marktweg (7) von Rieflinghausen stehende hochschaftige Linde besitzt eine breite Krone und zeigt Spuren eines alten Blitzeinschlages. |                            | LP 3 2.2.5 |
|      | 2 Solitär-Weiden-Eichen | Attendorn-Helden | Flur 28 Flurstück 36 (51° 6′ 7,5″ N, 7° 56′ 11,8″ O)                                                    | Die zwei Weide-Eichen stehen nordöstlich von Rieflinghausen in der Lürmecke und haben einen Brusthöhendurchmesser von 0,8 bis 0,9 Meter mit einer breiten Krone. |                            | LP 3 2.2.6 |
|      | Solitär-Linde           | Attendorn-Helden | Flur 11 Flurstücke 19 (51° 7′ 28,7″ N, 7° 57′ 53,3″ O)                                                  | Die relativ junge und kleine Solitär-Winter-Linde (Tilia cordata) steht an der Straße Zum Ziegenberg auf einer Böschung. Sie hat einen Brusthöhendurchmesser von etwa 0,4 Meter. In der offenen, flachwelligen Feldflur der Attendorner Mulde ist die Winterlinde aus weiter Ferne zu sehen. An der Winterlinde wurde eine Bank aufgestellt. |                            | LP 3 2.2.8 |
|      | Alt-Eiche               | Attendorn        | Flur 28 Flurstück 75/52 (51° 8′ 59,3″ N, 7° 55′ 25,4″ O)                                                | Die mächtige, tief beastete Stiel-Eiche steht auf einem Talhang der Milstenau. Ihre vieltriebige breite Krone beginnt bereits in Brusthöhe. |                            | LP 3 2.2.9 |